# Drepanopus pectinatus
Drepanopus pectinatus är en kräftdjursart som beskrevs av Brady 1883. Drepanopus pectinatus ingår i släktet Drepanopus och familjen Clausocalanidae. Inga underarter finns listade i Catalogue of Life.